# Mario Čerkez
Mario Čerkez (Rijeka, Vitez, 27. ožujka 1959.), bosanskohercegovački Hrvat, zapovjednik Viteške brigade Hrvatskog vijeća obrane (HVO) od njezinog osnivanja 1992. do kraja svibnja 1993., te u vrijeme kad je HDZ BiH/HVO preuzeo općinske funkcije u općini Vitez. Zbog ratnih zločina u Hrvatsko-bošnjačkom sukobu, Međunarodni sud za ratne zločine počinjene na području bivše Jugoslavije (ICTY) osudio ga je na 6 godina zatvora.

## Suđenje u Haagu
1995. ICTY je podignuo optužnicu protiv Čerkeza koji se predao 1997. Pred sudskim vijećem se očitovao da nije kriv ni po jednoj točki optužbe. Suđenje je započelo 12. travnja 1999., a izvođenje dokaza i izlaganje strana završeno je 15. prosinca 2000: zasjedalo se 240 dana. Svjedočio je ukupno 241 svjedok, od kojih 122 za tužilaštvo, 117 za obranu, a dva su svjedočila kao svjedoci suda. Tužilaštvo je podnijelo 30 transkripata iskaza svjedoka iz drugih predmeta pred Međunarodnim sudom. Obrana je podnijela 53 afidavita i 10 transkripata. Predano je 4665 dokaznih predmeta, od kojih je 2721 predala optužba, a 1643 obrana.
Proglašen je krivim zbog progona na političkoj, rasnoj ili vjerskoj osnovi; zatvaranje; protupravno zatvaranje civila 
(zločin protiv čovječnosti) Sudsko vijeće je zaključilo da Mario Čerkez snosi individualnu kaznenu odgovornost za zatvaranje i protupravno zatvaranje bošnjačkih civila u kino-dvorani u Vitezu i zgradi SDK u Vitezu do kraja travnja 1993. U kino-dvorani je bilo zatočeno oko 200-300 muškaraca svih dobi, koji su bili uhićeni.
Mnogi su bili podvrgnuti okrutnim postupcima, prisiljeni da kopaju rovove, te korišteni kao taoci i/ili ljudski štit.
Neki od onih koji su bili prisiljeni kopati rovove nisu se vratili.  Zatočenici iz zgrade SDK odvođeni su na kopanje rovova. Neki su morali kopati rovove po pet dana blizu bojišnice, gdje je bilo vrlo opasno. Kao zapovjednik brigade, Čerkez je bio dogovoran za postupanje sa zatvorenicima.
ICTY navodi da dokazi jasno pokazuju da su na početku Hrvati i Bošnjaci bili ujedinjeni u borbi protiv njihovog zajedničkog neprijatelja, Srba. Međutim, kad su se njihovi odnosi
pogoršali krajem 1992. i početkom 1993., izbile su borbe između Bošnjaka i Hrvata. Sukob između HVO-a i Armije BiH koji je uslijedio, preklopio se sa sukobom između Hrvata i Bošnjaka s jedne strane, i Srba s druge.
Nadalje, ICTY je donio sljedeću presudu o sukobu Hrvata i Bošnjaka:
Kao zapovjednik, sudjelovao je u napadima na Vitez, Stari Vitez i Večerisku, ali je oslobođen krivnje za pokolj u Ahmićima. Isprva je osuđen na 15 godina, ali mu je pravomoćnom presudom smanjena kazna te je osuđen na 6 godina zatvora. 2004. je pušten na slobodu. U Splitu su ga dočekali supruga Slavica s kćerima koje žive u Splitu, majka, brat, članovi uže obitelji te drugi prijatelji.

## Poveznice
- Dario Kordić
- Vladimir Šantić
- Slobodan Praljak
- Jadranko Prlić